# Nuclear Instrumentation Standard
Der NIM-Standard, von Nuclear Instrumentation Modul, einer standardisierten Bauform von Geräteeinschüben, wurde 1964 für Nuklear- und Hochenergiephysik entwickelt.
Nuclear Instrumentation Module (NIM) sind Module (Einschübe bzw. Kassetten) für Racks mit rückseitigen, hinsichtlich Mechanik und Stiftbelegung standardisierten Steckverbindern, die hauptsächlich zur Stromversorgung der eingebauten Module dienen. Die Stromversorgung erfolgt über einen Bus (Backplane).
NIM ist ein Baukastensystem, welches Racks mit bis 12 Breiteneinheiten (Steckplätzen) und integrierter oder als Kassette ausgeführter Stromversorgung sowie passende Steck-Module (Kassetten) im Breitenraster der minimalen Teilung (34,4 mm) beinhaltet.
Die Abmessungen der Module, die Abmessungen der Gehäuse und Überrahmen und die Anschlüsse (Backplane) sind gemäß den Normen EUR 4100 und AEC NIM (TIS20893) festgelegt.
Das Konzept der Module in elektronischen Systemen erlaubt enorme Vorteile in der Flexibilität, im Wechsel von Instrumenten, im reduzierten Design-Aufwand; sie sind einfach zu erweitern und zu warten.

## Geschichte
Der NIM Standard ist der erste (und wahrscheinlich der einfachste) solcher Standards. Er wurde durch den U.S. Atomic Energy Commission-Bericht TID-20893 1968–1969 definiert und wurde in großen Teilen 1990 überarbeitet (DOE/ER-0457T). Er nennt auch eine universelle Steckverbindung und Pinbelegung für elektronische Module, die in ein größeres Gehäuse (NIM-crate oder NIM-bin) gesteckt werden.

## Mechanik
Die Module (Kassetten) haben eine Breite von zum Beispiel n × 34,4 mm – 2 × 0,1 mm (n ist eine Ganzzahl, üblich ist 1 bis 4) und eine Höhe (Frontplatte) von zum Beispiel 221,5 mm (d. h. etwas weniger als 222,25 mm bzw. 8,75 Zoll, dem Freiraum im Rack).
Die Racks bzw. crates haben üblicherweise 12 NIM-Steckplätze. Daher werden die Modul- bzw. Kassettenbreiten der Geräte auch als 1/12, 2/12 usw. angegeben. Die Racks besitzen ihrerseits Flansche, um sie in Schaltschränken zu befestigen, oder es sind Tisch-Gerätegehäuse ohne Flansch.
Die Module können z. B. Analog/Digital-Wandler, Analysatoren, Vorverstärker oder Hochspannungsversorgungen sein. Hersteller bieten sowohl Geräte im NIM-Kassettenformat als auch teil- oder vollbestückte crates als Gerät an.

## Elektrik
Das Rack bzw. crate stellt ±12 und ±24 Volt Gleichspannung für die Module bereit; es stehen auch oft ±6V sowie +220 V Gleichspannung zur Verfügung. Auch die Bereitstellung der US-amerikanischen Netzspannung von 117 V ist standardisiert.
Die Stromversorgung ist oft nicht integriert, sondern ihrerseits als Kassette ausgeführt, sodass dann nicht alle Steckplätze zur Verfügung stehen.

### Standard-Pinbelegung
Der NIM-Standard empfiehlt die Verkabelung, die Anschlüsse und Steckverbindungen. Die Steckmodule besitzen Steckerstifte, die Racks Aufnahmehülsen.
| Pin #             | Funktion                           | Pin #             | Funktion                          |
| ----------------- | ---------------------------------- | ----------------- | --------------------------------- |
| 1                 | Reserved [+3 V]                    | 2                 | Reserved [−3 V]                   |
| 3                 | Spare bus                          | 4                 | Reserved bus                      |
| 5                 | Koaxial                            | 6                 | Koaxial                           |
| 7                 | Koaxial                            | 8                 | [200 V DC]                        |
| 9                 | Spare                              | 10                | +6 V 5 A ±3%                      |
| 11                | −6 V 5 A ±3%                       | 12                | Reserved bus                      |
| 13                | Spare                              | 14                | Spare                             |
| 15                | Reserved                           | 16                | +12 V 2 A ±1%                     |
| 17                | −12 V 2 A ±1%                      | 18                | Spare bus                         |
| 19                | Reserved bus                       | 20                | Spare                             |
| 21                | Spare                              | 22                | Reserved                          |
| 23                | Reserved                           | 24                | Reserved                          |
| 25                | Reserved                           | 26                | Spare                             |
| 27                | Spare                              | 28                | +24 V 1 A ±0,7%                   |
| 29                | −24 V 1 A ±0,7%                    | 30                | Spare bus                         |
| 31                | Spare                              | 32                | Spare                             |
| 33                | 117 V AC 60 Hz 0,5 A (Phase)       | 34                | Power GND                         |
| 35                | Reset (scaler)                     | 36                | Gate                              |
| 37                | Reset (aux.)                       | 38                | Koaxial                           |
| 39                | Koaxial                            | 40                | Koaxial                           |
| 41                | 117 V AC 60 Hz (Neutralleiter)     | 42                | analog GND                        |
| GND Führungsstift | von hinten gesehen rechts am Modul | GND Führungshülse | von hinten gesehen links am Modul |

Der NIM-Standard definiert auch die Impedanzen und Schwellen für logische Signale: es werden auch negative Impulspegel definiert, wie sie beispielsweise von Photomultipliers oder Zählrohren geliefert werden. Der Standard definiert Spannungen und Ströme, wobei teilweise Abschlusswiderstände von 50 Ω festgelegt sind:
| Pegel                     | logische 0                | logische 1                                  |
| ------------------------- | ------------------------- | ------------------------------------------- |
| NIM Fast Logic Level      | ±1mA (−0,2 bis +1V @ 50Ω) | −14 mA bis −18 mA (−0,6 V bis −1,8 V @ 50Ω) |
| NIM Digital Data Transfer | <1V                       | >4V (Ausgang mit 1000Ω) bzw. >3V (Eingang)  |
| NIM Fast Pulses (<1µs)    |                           | -1…-5V (Ausgang in 50Ω)                     |
| Schnelle analoge Signale  |                           | 0…10V                                       |